# Autoba reticulata
Autoba reticulata är en fjärilsart som beskrevs av George Francis Hampson 1896. Autoba reticulata ingår i släktet Autoba och familjen nattflyn. Inga underarter finns listade i Catalogue of Life.